# ولفرام ماثماتيكا
ولفرام ماثماتيكا (بالإنجليزية: Wolfram Mathematica)‏ هو نظام برمجي فيه مكتبات مدمجة للعديد من مجالات الحوسبة التقنية التي تسمح بالتعلم الآلي والإحصاءات والحساب الرمزي ومعالجة المصفوفات ودوال الرسم وأنواع مختلفة من البيانات وتنفيذ الخوارزميات وإنشاء واجهات المستخدم والتفاعل مع برامج مكتوبة بلغات البرمجة الأخرى. وقد ابتكره ستيفن ولفرام، وطوره ولفرام ريسيرتش في تشامبيغن، إلينوي. لغة ولفرام هي لغة البرمجة المستخدمة في الماثماتيكا.

## واجهة البرنامج
ولفرام ماثماتيكا ويسميه بعض المستخدمين ماثماتيكا، يقسم إلى قسمين الواجهة الأمامية والنواة ويقصد بالنواة بيانات البرمجة لبرنامج الولفرام، تقوم النواة بترجمة تعبيرات البرنامج كي تظهر من خلال الواجهة الأمامية.
قام ثيودور غراي عام 1988 بتصميم الواجهة الأمامية الأصلية، التي تكونت من واجهة البرنامج على شكل دفتر ملاحظات، تسمح بإنشاء وتحرير المستندات التي يمكن أن تحتوي على تعليمات برمجية ونص عادي وصور ورسومات.
أما بدائل الواجهة الأمامية للماثماتيكا فقد شملت ولفرام ورك بينش أي منضدة الولفرام، التي احتوت على بيئة تطوير متكاملة قائمة على إكلبس عام 2006، وهي توفر أدوات تطوير التعليمات البرمجية القائمة على مشروع الماثماتيكا، وتصحيح الأخطاء، المراجعة، التنميط والاختبار.
إنتيليج إيديا وهو المكون الإضافي للعمل مع لغة رموز الولفرام، الذي يقوم بتمييز بناء الجملة تعليم الصيغة ويمكنه تحليل وإكمال المتغيرات المحلية والوظائف المحددة تلقائيًا، وتحتوي نواة الولفرام على واجهة أمامية لإدخال الأوامر.
قد تم تصميم ولفرام ماثماتيكا ليكون برنامج مستقل ومتوافق مع جميع الإصدارات، وفي الإصدارات الأحدث سوف يقدم ولفرام كود أبسط وأكثر قابلية للقراءة، مع بقاء القدرة على استمرار تشغيل كود ماثماتيكا 1 وماثماتيكا 13.

## الحوسبة عالية الأداء
في عام 1999 وفي الإصدار الرابع من الولفرام، تم توسيع الحوسبة عالية الأداء من خلال إدخال المصفوفات المعبأة، والمصفوفات المفرقة عام 2003 في الإصدار الخامس، وباعتماد مكتبة (GNU Multi-Precision ‏) لتقييم الدقة العالية لعلم الحاسوب.
عام 2005 تم إصدار النسخة 5.2 الذي أضافة خيوط المعالجة المتعددة التلقائية عند إجراء العمليات الحسابية على أجهزة كمبيوتر متعددة النواة وتضمن هذا الإصدار مكتبات مُحسّنة خاصة بوحدة المعالجة المركزية، وبالإضافة إلى ذلك يتم دعم الماثماتيكا بواسطة أجهزة تسريع متخصصة من جهات خارجية مثل كلير سبيد.
في عام 2002، تم تقديم جريد ماثماتيكا للسماح بالبرمجة المتوازية على مستوى المستخدم على شكل مجموعات غير متجانسة وأنظمة متعددة المعالجات وفي عام 2008 تم تضمين تقنية الحوسبة المتوازية في جميع تراخيص ماثماتيكا بما في ذلك دعم تقنية الشبكة.
تمت إضافة دعم أجهزة كودا وأوبن سي أل وحدة معالجة الرسوميات في عام 2010.

## ميزات البرنامج
- ترجمة تلقائية للجمل الإنكليزية إلى شيفرة ماثماتيكا.
- مكتبة دوال رياضية بسيطة.
- مكتبة دوال رياضية خاصة.
- أدوات معالجة البيانات والمصفوفات متضمنة الدعم للمتجهات المتناثرة.
- يدعم الأعداد المركبة.
- تحليل وتصوير الرسوم البيانية بشكل ثنائي وثلاثي الأبعاد.
- أدوات للتعديل في النص بما في ذلك تعبيرات عادية والتحليل الدلالي.
- التعامل مع المصفوفات.

## وصلات خارجية
- الموقع الرسمي. (بالإنجليزية)